# Seznam ředitelů brněnského rozhlasu
Toto je seznam ředitelů brněnského rozhlasu s roky funkčního období.
| Funkční období | Jméno                    | Poznámka                                             |
| -------------- | ------------------------ | ---------------------------------------------------- |
| 1924-25        | Jan Čermák               |                                                      |
| 1924-26        | Antonín František Slavík | řízení provozu prvního vysílače Radiojournalu v Brně |
| 1926-41        | Antonín František Slavík |                                                      |
| 1941-42        | Karel Vetterl            | pověřen vedením                                      |
| 1942-45        | Emil Stepan              |                                                      |
| 1945           | Vladimír Pachl           | pověřen vedením od 19. 4. 1945                       |
| 1945-49        | František Konečný        | od 19. 6. 1945                                       |
| 1949-51        | Bohumil Pavlinec         |                                                      |
| 1951-52        | Josef Věromír Pleva      |                                                      |
| 1953-54        | Vladimír Simanov         | posléze Vladimír Kovářík (pověřen vedením)           |
| 1954-60        | Josef Burjanek           |                                                      |
| 1960-63        | Miloš Kocourek           |                                                      |
| 1964-67        | Arnošt Silan             |                                                      |
| 1967-70        | Jaroslav Jurášek         |                                                      |
| 1971-75        | Antonín Neubauer         |                                                      |
| 1975-86        | Josef Merunka            |                                                      |
| 1987-89        | Václav Němec             |                                                      |
| 1990           | Miroslav Hofmann         |                                                      |
| 1990           | Magda Katolická          | pověřena zastupováním                                |
| 1990-91        | Ivan Kříž                |                                                      |
| 1992-94        | Ludvík Němec             |                                                      |
| 1994-95        | Tomáš Vencálek           | pověřen zastupováním                                 |
| 1995           | Ivo Kučera               |                                                      |
| 1995-97        | Tomáš Vencálek           |                                                      |
| 1997-98        | Bohuslav Coufal          | pověřen zastupováním                                 |
| 1998           | Ruzbeh Oweyssi           |                                                      |
| 1998-2013      | Ludvík Němec             |                                                      |
| 2013-18        | Jaromír Ostrý            |                                                      |
| 2018           | Jiří Kokmotos            | pověřen zastupováním                                 |
| 2018-2023      | Hana Ondryášová          | 31. března rezignovala                               |
| 2023           | Pavel Kozler             | pověřen vedením                                      |
| 2023-          | Josef Podstata           | jmenován od 1.7.2023                                 |